# Tamara Pál
Tamara Pál (født 1. september 2000 i Debrecen) er en ungarsk håndboldspiller som spiller for MTK Budapest.
I september 2018 blev hun udnævnt af EHF, som en af de 20 mest lovende talenter i fremtiden, som er værd at holde øje med.

## Meritter
- EHF Champions League:
  - Vinder: 2017, 2018